# Achyra llaguenalis
Achyra llaguenalis là một loài bướm đêm trong họ Crambidae.